# 하다노역
하다노역(일본어: 秦野駅)은 일본 가나가와현 하다노시에 위치한 오다큐 전철 오다와라선의 역이다. 역 번호는 OH 39이다.
역장소재역으로 오다와라 관구 하다노 관내로서, 쓰루마키온센 ~ 신마쓰다역 구간을 관리하고 있다.

## 역사
- 1927년
  - 4월 1일: 오하다노역(일본어: 大秦野駅)으로 영업 개시. "직통" 정차역이 되고 각역정차는 신주쿠 ~ 이나다노보리토역(현, 무코가오카유엔역) 구간만 운행하고 있었음.
  - 10월 15일: 급행이 설정되어 정차역이 됨.
- 1944년 11월: 태평양 전쟁의 전황 악화로 인한 급행 운행 중단.
- 1945년 6월: 기존 신주쿠 ~ 이나다노보리토역 구간만을 운행하던 각역 정차가 전 노선에서 운행하게 되어 각역정차의 정차역이 됨과 동시에 "직통"은 폐지됨.
- 1946년 10월 1일: 준급이 설정되어 정차역이 됨.
- 1949년 10월 1일: 급행이 부활되면서 정차역이 됨.
- 1955년 3월 25일: 통근급행이 설정되어 정차역이 됨.
- 1960년 3월 25일: 통근준급이 설정되어 정차역이 됨.
- 1987년 3월 9일: 하다노역으로 역명 변경.
- 1996년 12월 13일: 교상 역사와 남북연결통로 완성, 공용 개시.
- 1997년: 교상 역사가 통상산업성(현, 경제산업성) 굿 디자인 상품 선정.
- 1998년
  - 8월 22일: 특급 로망스카의 일부 정차 개시.
  - 10월 14일: 간토의 역 백선에 선정됨.
- 2004년 12월 11일: 쾌속급행, 구간준급이 설정되어 정차역이 됨.
- 2005년 10월 29일 ~ 11월 23일: 주말에 임시 열차 "가을 레저 트레인"이 도쿄 메트로 지요다선 아야세역에서 운행되어 당역이 종착역이었음. 2006년 이후에도 임시 열차 "탄자와 단풍호"가 같은 구간에서 운행됨.
- 2006년 5월 13일: 9000형의 사요나라 운전이 실시되고 당역이 시발역이 됨.
- 2009년 3월: 역 구내 대합실, 승강장에 설치된 발차표 안내가 풀 컬러 LED식으로 갱신됨.
- 2012년 3월 17일: JR 고텐바선의 고텐바역까지 직통하는 특급 로망스카 "아사기리"호의 정차역이 되고 혼아쓰기 이서 구간에서 구간준급 설정이 없어지고 정차역 해제.

## 역 구조
섬식 승강장 2면 4선의 지상역이다. 개찰구는 남북연결통로를 가진 교상역 내에 있다. 1996년에 현역사 완성 전에는 역사가 선로의 북쪽에 두고 남쪽은 임시 버스 정류장을 구비하지 못하고 미개발 상태였지만 현역사 완공 이후 토지 구획 정리가 이루어졌다. 또한, 승강장 번호는 역사의 위치와는 무관에 당초부터 바다 쪽이 1번인 것으로 알려졌다.
현재 역사는 디자인성의 높이에서 1997년 통상산업성(현, 경제산업성)의 굿 디자인 상품(현, 일본산업 디자인 진흥회 "굿 디자인상")에 선정되었다.
2009년 3월, 행선지 안내기가 풀 컬러 LED식으로 갱신되었다(오다큐 에노시마선 후지사와역에도 동일).

### 타는 곳
| 번호 | 노선       | 방향 | 방면                             | 비고                   |
| ---- | ---------- | ---- | -------------------------------- | ---------------------- |
| 1·2  | 오다와라선 | 하행 | 오다와라·하코네유모토 방면       |                        |
| 3·4  | 오다와라선 | 상행 | 사가미오노·신주쿠· 지요다선 방면 | 당역 시발은 1번 승강장 |

- 내측 2선(2,3번 승강장)이 주로 본선, 외측 2선(1,4번 승강장)이 대피선이다.
- 당역 시발 평일 7:27의 상행 준급 신주쿠 행은 오다와라 방향의 1번 승강장에서 발차한다.
- 4번 승강장에서 발차하는 상행 열차는 출발 직후에 제한 속도 15km/h이다. 이는, 역 캔트가 된 선형이 크게 관계된다.
- 1,3번 승강장에 10량 편성이 각각 야간 유치된다.

## 역 주변
역을 중심으로 하다노시 중심 시가가 펼쳐진다. 500 ~ 600m정도로 역에서 떠나면 반구릉 지대이다. 역 주변에는 명수 백선의 하나로 뽑히는 등 명수가 많이 존재하고 있어 오래 전부터 지역 주민에게 친숙하고 보전 활동도 활발하다.
- 하다노시청
- 하다노시립 혼초 공민관
- 하다노시립 미나미 공민관
- 하다노 경찰서 하다노역앞 파출소
- 하다노 적십자 병원
- 야기 병원
- 구즈하다이 병원
- 국립병원기구 가나가와 병원
- 가나가와현립 서부 종합 직업 기술학교
- 하다노 우체국
  - 유초 은행 하다노점
- 하다노역앞 우체국
- 미즈호 은행 하다노 지점
- 요코하마 은행 하다노 지점
- 스루가 은행 하다노 지점
- 이온 은행 이온하다노점
- 오다큐 마르쉐 하다노(역 구내)
- 조이풀 타운 하다노(이온 하다노 쇼핑 센터)
- 그랜드 호텔 간나나카 하타노
- 미즈나시강
- 하다노 도고와 공원
- 고보산
- 신세이 호수
- 마호로바 대교
- 도메이 고속도로 하다노나카이 IC
- 가나가와 현도 704호 하타노 정차장선
- 가나가와 현도 705호 호리야마시타하다노 정차장선

## 사진

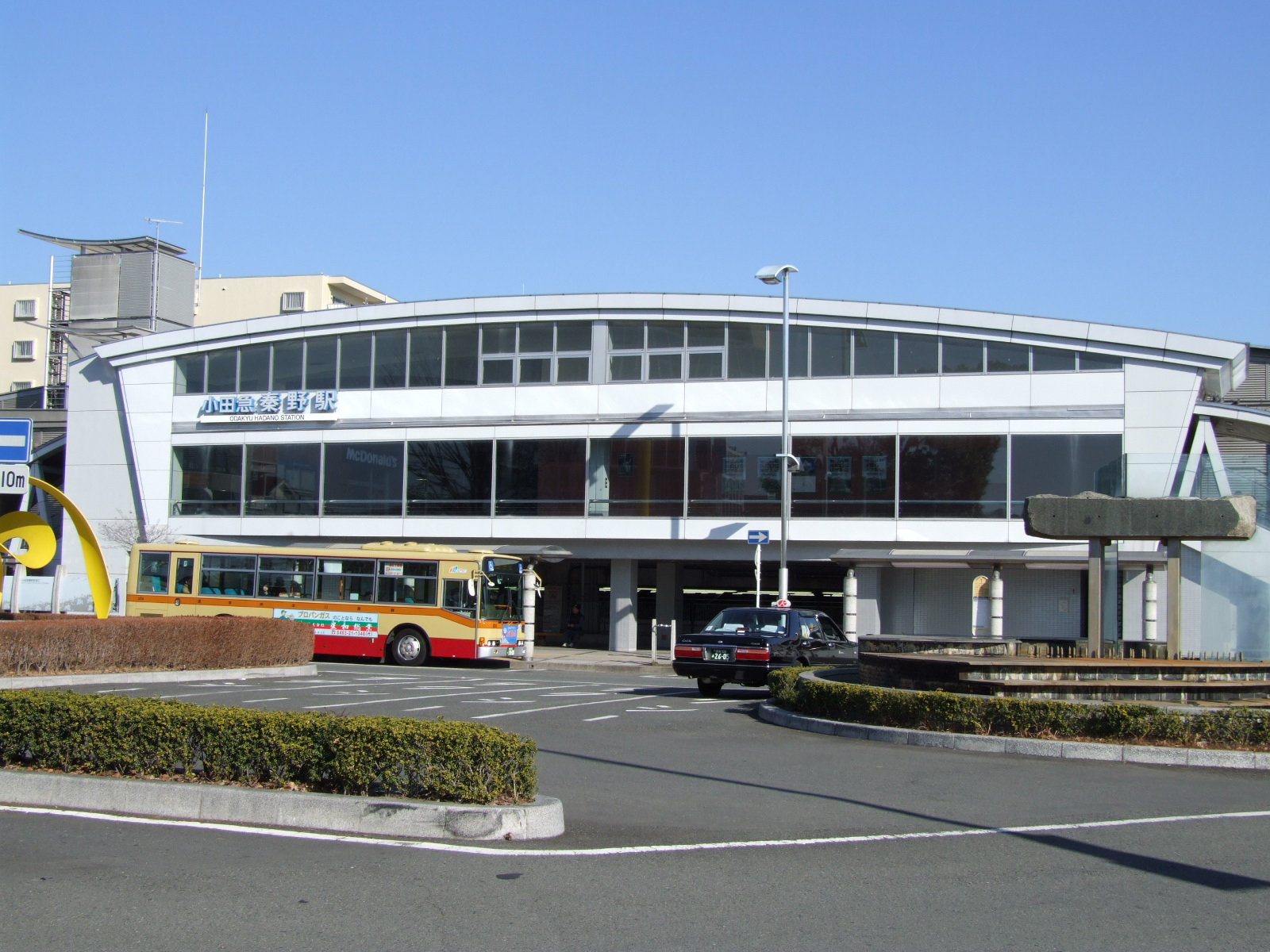
남쪽 출입구
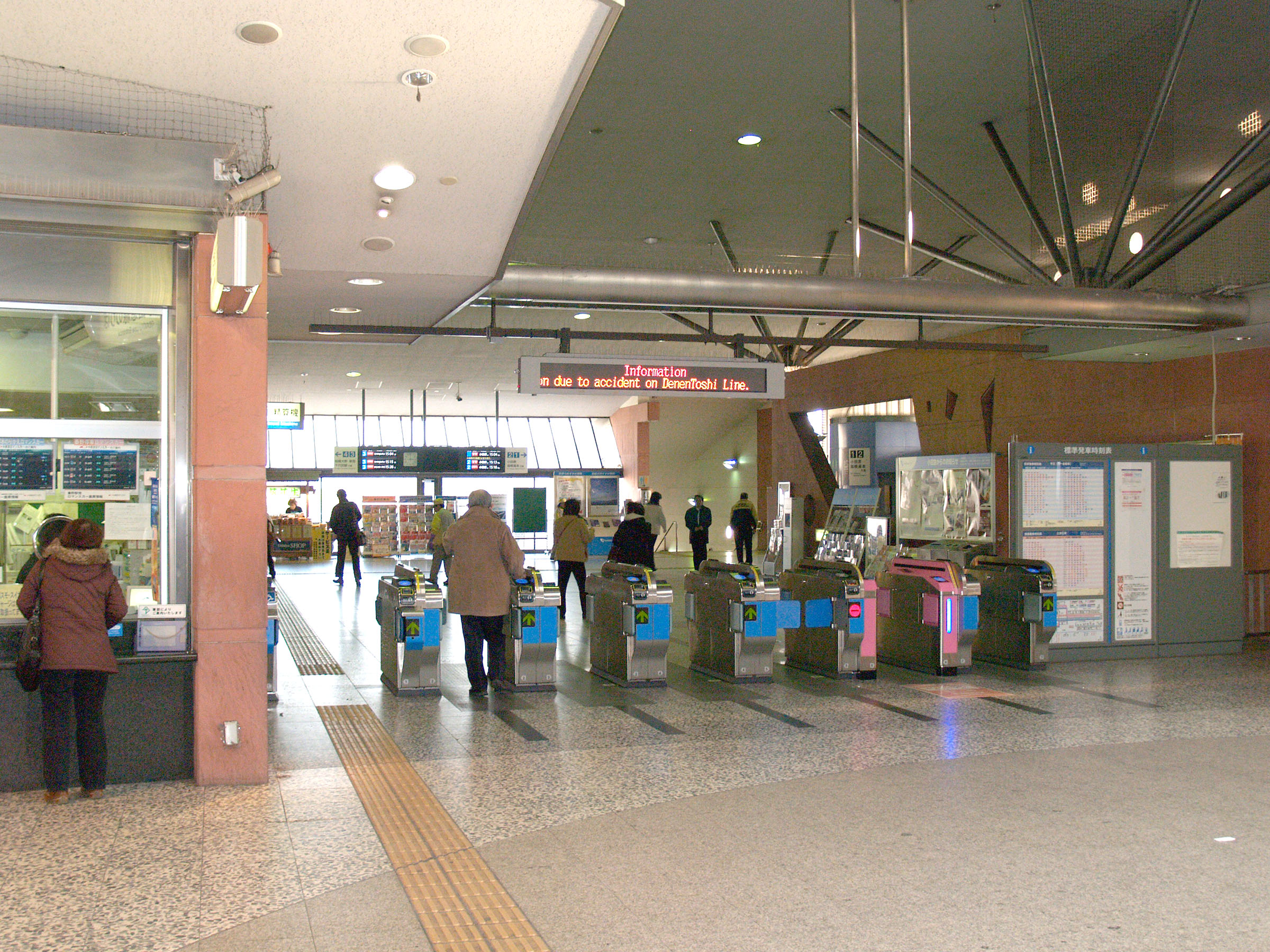
개찰구
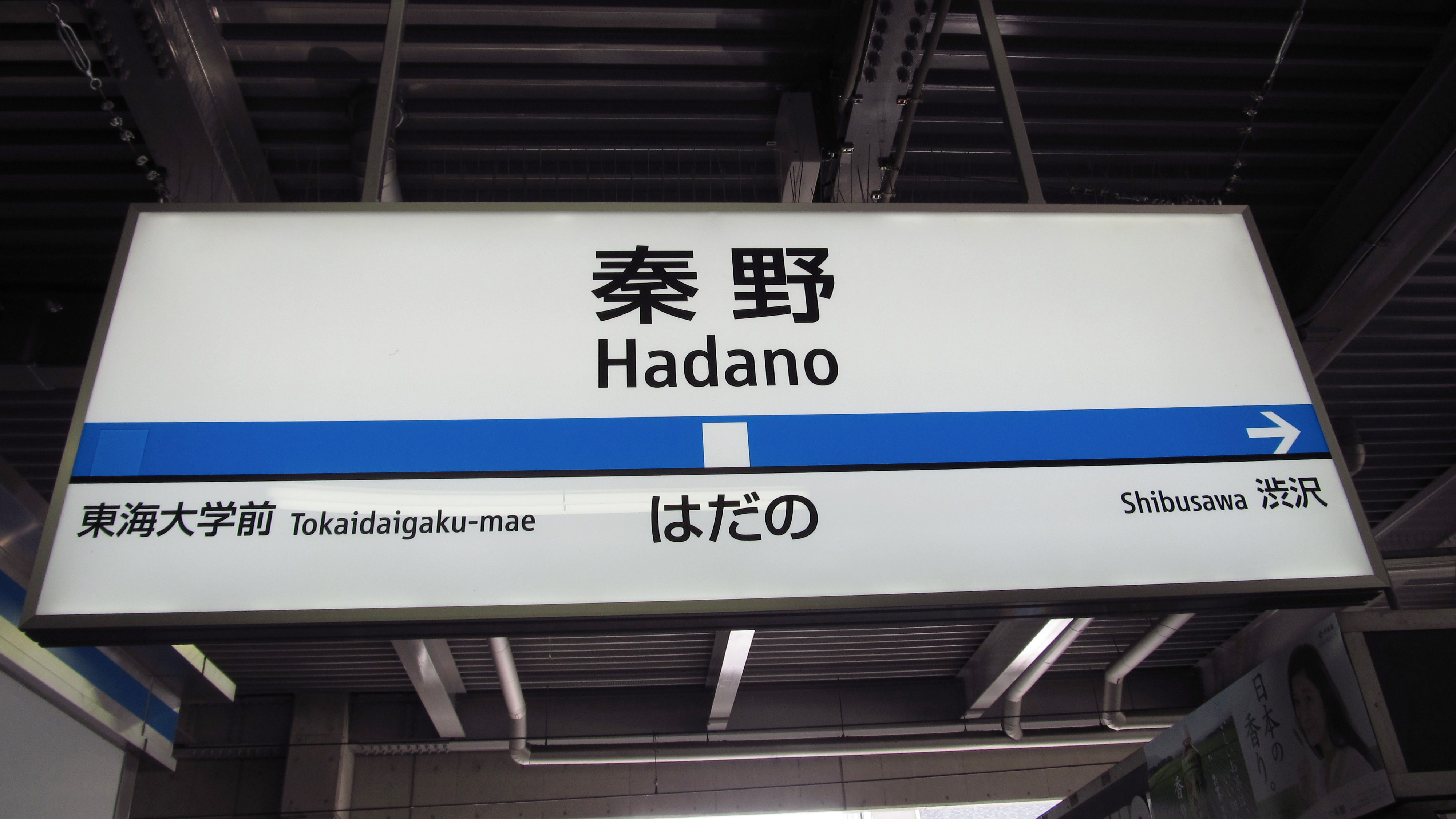
역명판

## 인접역
| 오다큐 오다와라선                    | 오다큐 오다와라선            | 오다큐 오다와라선            |
| ------------------------------------ | ---------------------------- | ---------------------------- |
| OH 38 도카이다이가쿠마에 신주쿠 방면 | ■ 쾌속급행 ■ 급행 ■ 각역정차 | 시부사와 OH 40 오다와라 방면 |